# Flagge Armeniens
Die Flagge Armeniens besteht aus drei gleich großen horizontalen Streifen: oben rot, in der Mitte blau und unten orange.
Die heutige Nationalflagge Armeniens wurde bereits in der Demokratischen Republik Armenien (1918–1922) benutzt, jedoch durch die Angliederung Armeniens an die UdSSR von 1922 bis 1991 durch eine der Sowjet-Flagge ähnliche ersetzt. Sie blieb während Demonstrationen in der Endzeit der Armenischen SSR in den 1980er Jahren ein Symbol für ein unabhängiges Armenien und wurde am 24. August 1991 wieder eingeführt.

## Aussehen und Bedeutung

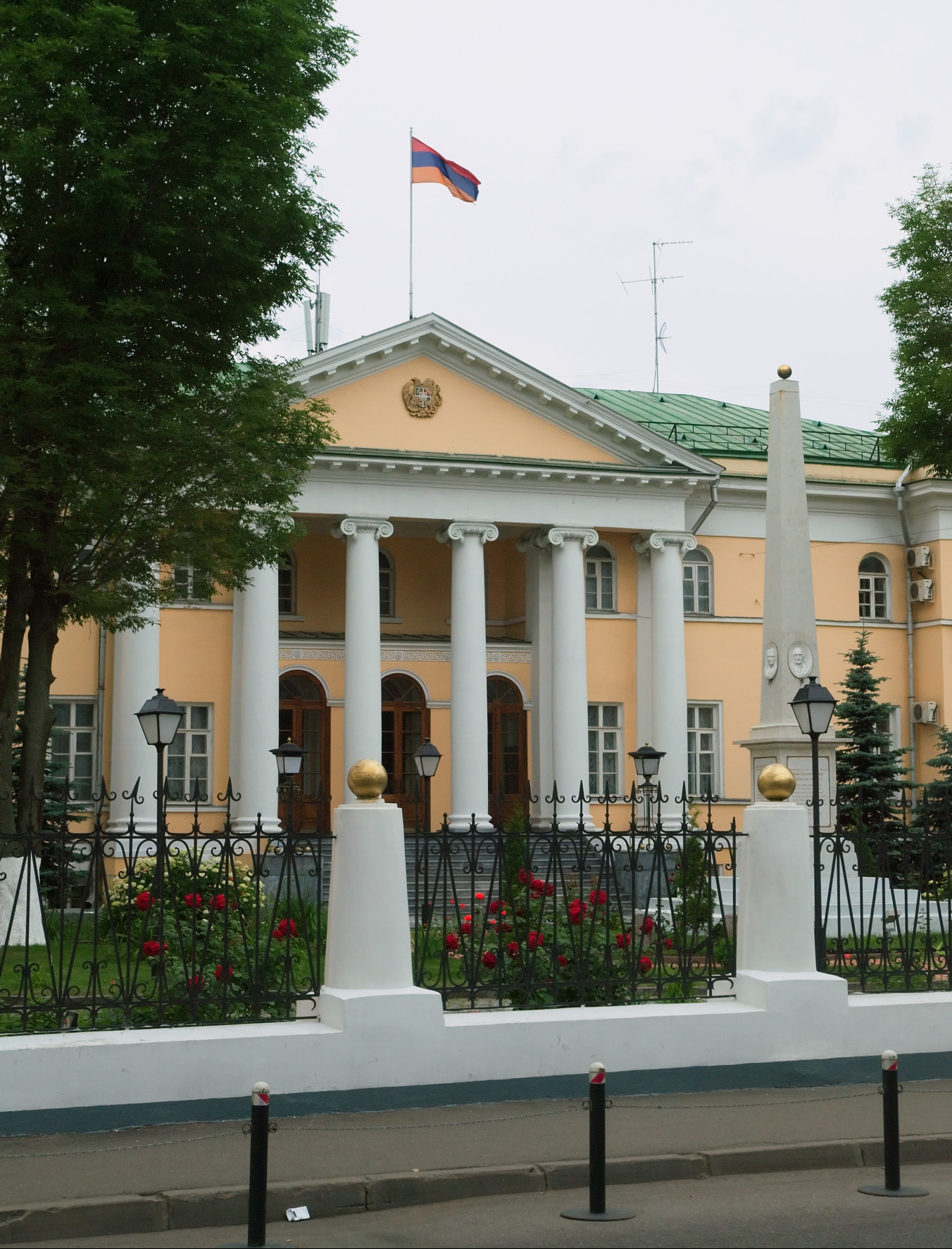
Die Nationalflagge an der armenischen Botschaft in Moskau/Russland

Die Farben der Flagge werden unterschiedlich gedeutet. Gemeinhin wird angenommen, dass die Farbe Rot das Blut symbolisiert, welches die Armenier bei der Verteidigung ihres Landes lassen mussten, die Farbe Blau den Himmel und die Farbe Orange den fruchtbaren Boden des Landes.
Die offizielle Bedeutung der Farben ist in der Verfassung festgehalten.

„Das Rot symbolisiert das armenische Hochland, den andauernden Kampf der armenischen Bevölkerung um das Überleben, die Erhaltung des christlichen Glaubens, Armeniens Unabhängigkeit und Freiheit. Das Blau symbolisiert den Willen des armenischen Volkes unter einem friedlichen Himmel zu leben. Das Orange symbolisiert das kreative Talent und die hart arbeitende Natur der armenischen Bevölkerung.“

Einer weiteren Interpretation zur Folge steht Rot für die Freiheit und Unabhängigkeit und für das Blut, das im Kampf dafür vergossen wurde, Blau für die Landschaft und Orange für die Kraft und den Mut des Volkes.
Da die armenische Regierung die Farbtöne der Flagge nicht spezifiziert hat, sind zwei unterschiedliche Versionen in Gebrauch. Die übliche Version der Flagge besteht aus gesättigteren Farbtönen, während die seltenere Farbvariante eher ausgebleicht wirkt. Die folgende Tabelle zeigt näherungsweise die RGB-Werte der beiden Versionen an.

Konstruktionsvorlage der Nationalflagge

|        | übliche Variante    | seltene Variante     |
| ------ | ------------------- | -------------------- |
|        |                     |                      |
| Rot    | 255-0-0 (#FF0000)   | 216-28-63 (#D81C3F)  |
| Blau   | 0-0-214 (#0000D6)   | 85-117-196 (#5575C4) |
| Orange | 255-177-0 (#FFB100) | 239-107-0 (#EF6B00)  |

## Geschichte
Es besteht keinerlei Ähnlichkeit zwischen der altertümlichen Flagge Armeniens und der heutigen dreifarbigen Flagge. Die antiken Flaggen zeigten einen Drachen, einen Adler oder ein mysteriöses Objekt Gottes (selten einen Löwen). Die Flaggen waren an das Ende einer Stange gebunden und führten die Armeen in den Kampf. Mit dem Aufkommen des Christentums nahm das armenische Königreich viele verschiedene Flaggen der unterschiedlichen Dynastien an. Die Flagge der Artaxischen Dynastie zeigte zum Beispiel zwei sich zugewandte Adler, mit einer Blume zwischen ihnen, auf rotem Grund.
Nachdem Armenien zwischen dem Persischen und Osmanischen Reich aufgeteilt wurde, verschwand die Idee einer armenischen Flagge für einige Zeit. Trotzdem wurde diese Idee 1885 wieder aufgegriffen, als die armenische Studentenverbindung von Paris die Beerdigung von Victor Hugo mit einer Nationalflagge begehen wollte. Sie baten einen Priester der Armenisch-Katholischen Kirche, Pater Ghevont Alischan, eine neue Nationalflagge zu entwerfen. Alischans erster Entwurf war der heutigen Flagge bereits sehr ähnlich: eine Horizontale Trikolore. Jedoch ähnelte sie eher einer umgedrehten Variation der heutigen bulgarischen Flagge. Der oberste Streifen war rot und sollte den ersten Sonntag des Osterfestes („Roter“ Sonntag genannt) darstellen. Der grüne Streifen symbolisierte den „grünen“ Sonntag. Der weiße Streifen wurde willkürlich festgelegt, um die Trikolore zu vervollständigen. Während Alischan in Frankreich war, entwarf er noch eine zweite Flagge, welche heute als die „Nationalistische Armenische Flagge“ bekannt ist. Es war ebenfalls eine Trikolore, aber im Gegensatz zu dem früheren Entwurf war es eine vertikale Trikolore, ähnlich der französischen Flagge, mit den Farben: Rot, Grün und Blau (von links nach rechts). Diese sollten die Farben darstellen, die Noah sah, als er auf dem Berg Ararat landete.
1828 wurde Persarmenien nach dem letzten Russisch-Persischen Krieg durch das Russische Reich annektiert. Anschließend wurde es Russisch-Armenien genannt. Als das Russische Reich zerfiel, deklarierte Russisch-Armenien seine Unabhängigkeit und bildete mit Georgien und Aserbaidschan die kurzlebige Transkaukasische Demokratische Föderative Republik. Dieser vereinte Staat löste sich jedoch innerhalb eines Jahres wieder auf. Daher besaß diese Republik keine Flagge oder andere repräsentativen Symbole. Einige Historiker glauben, dass eine Trikolore in Gold, Schwarz und Rot (von oben) die Flagge der Republik darstellte. Die Föderation löste sich am 26. Mai 1918 auf, als Georgien seine Unabhängigkeit als Demokratische Republik Georgien deklarierte. Armenien und Aserbaidschan deklarierten ihre Unabhängigkeit.
Die Demokratische Republik Armenien adaptierte die heutige armenische Trikolore als Nationalflagge. Nach Stepan Malchasjans Wahl in den Armenischen Nationalrat entschloss sich die armenische Regierung dazu, die Farben der letzten Periode der Rubenischen Dynastie für die Nationalflagge zu wählen. Die Farben waren Rot, Blau und Gelb, wobei das Gelb durch Orange ersetzt wurde, da es mit den anderen Farben besser harmonierte. Der Maler Martiros Sarjan hatte als Vorschlag eine Regenbogenflagge als Flagge Armeniens entworfen.

Artaxische Dynastie 189 v. Chr.–1 n. Chr.
1:2   Entwurf von Alischan 1885
Regenbogenflaggen-Entwurf von Martiros Sarjan
1:2 Flagge der Transkaukasischen demokratischen föderativen Republik (1918)
2:3 Flagge der Demokratischen Republik Armenien 1918–1922

Am 29. November 1920 gründeten die Bolschewiki die Armenische Sozialistische Sowjetrepublik (Armenische SSR). Die neue Flagge wurde in der Verfassung eingeführt und verankert, welche am 2. Februar 1922 durch den 1. Volksdeputiertenkongress der Armenischen SSR angenommen wurde.
Diese Flagge bestand jedoch nur einen Monat lang, da am 12. März 1922 die Armenische SSR mit der Georgischen und Aserbaidschanischen SSR in der Transkaukasischen SFSR zusammengeführt wurde. Am 30. Dezember 1922 bildete die Transkaukasische SFSR zusammen mit drei anderen Sowjetrepubliken die UdSSR. Die neue Flagge der Republik besaß Hammer und Sichel innerhalb eines Sternes in der linken oberen Ecke. Der Schriftzug „З-С-Ф-С-Р“ („Z-S-F-S-R“) legte sich bogenförmig rechts unter dem Stern in russischer Schrift. Diese Buchstaben standen für „Закавказская Социалистическая Федеративная Советская Республика, Sakawkasskaja Sozialistitscheskaja Federatiwnaja Sowetskaja Respublika“ oder „Transkaukasische Sozialistische föderative Sowjetrepublik“. Im Jahre 1936 wurde die Transkaukasische SFSR wieder in ihre drei Ursprungsregionen geteilt, und zwar in die Armenische SSR, die Georgische SSR und die Aserbaidschanische SSR.
Als eine Republik der UdSSR führte die Armenische SSR im Jahr 1936 wieder eine eigene Flagge ein. Ähnlich der Flagge der Sowjetunion, war sie Rot mit gelben Stern, Hammer und Sichel im Kanton. Darunter standen die Initialen „HChSH“ in armenischer Schrift. Diese Initialen standen für „Hajkakan Chorhurtajin Sozialistakan Hanrapetutjun“ bzw. „Armenische Sozialistische Sowjetrepublik“.
1940 wurde eine russifizierte From eingeführt, die Initialen lauteten nunmehr „HSSR“ für „Hajastani Sowetakan Sozialistikan Respublika“. Am 17. Dezember 1952 wurde eine neue Flagge eingeführt. Die Initialen wurden entfernt und an ihrer Stelle trat ein blauer, horizontaler Streifen. Auf der Rückseite der Flagge fehlten Stern, Hammer und Sichel. Diese Flagge bestand bis 1991, als Armenien seine Unabhängigkeit wiedererlangte und die vorsowjetische Trikolore wieder einführte. Dabei wurde das Seitenverhältnis der Flagge von 2:3 auf 1:2 angepasst.

Flagge der Armenischen SSR 1922
1:2 Flagge der Transkaukasischen SFSR 1922–1936
Flagge der Armenischen SSR 1936–1940
Flagge der Armenischen SSR 1940–1952
1:2  Flagge der Armenischen SSR 1952- 1991
Konstruktionsschema der Flagge von 1952
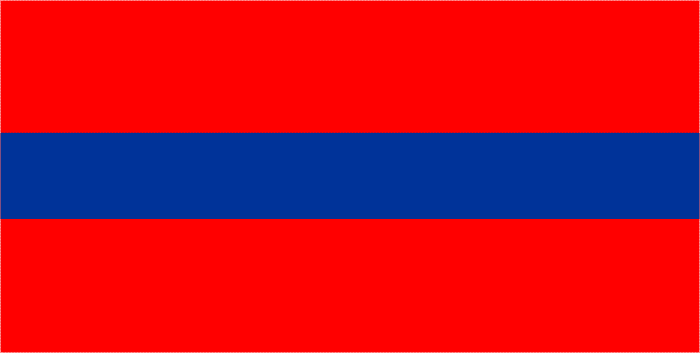
1:2  Flagge der Armenischen SSR, Rückseite

## Verwendung
Das Gesetz in Bezug zur Nationalflagge von Armenien schreibt das tägliche Hissen der Flagge an folgenden Orten vor:
- Öffentliche Gebäude
- Sitz des Präsidenten
- Nationalversammlung
- Verfassungsgericht
- Gebäude der repräsentativen Institutionen

Das Gesetz erlaubt den Bürgern, die Flagge an ihren Häusern zu hissen, solange sie mehr als 2,5 Meter über dem Boden hängt. Es verbietet für diese Zwecke den Gebrauch von verschmutzten, ausgeblichenen oder matten Flaggen.

### Nationale Flaggentage
Das Flaggenhissen wird staatlicherseits gern gesehen, ist jedoch nur an den folgenden Tagen vorgeschrieben:
- 1./2. Januar – Neujahr
- 6. Januar – Weihnachten
- 8. März – Internationaler Frauentag
- 7. April – Muttertag
- 24. April – Gedächtnistag zum Völkermord an den Armeniern 1915
- 1. Mai – Internationaler Arbeitertag
- 9. Mai – Sieg- und Friedenstag
- 28. Mai – Tag der 1. Armenische Republik 1918
- 5. Juli – Tag der Verfassung 1995
- 21. September – Unabhängigkeitstag 1991
- 7. Dezember – Gedächtnistag zum Erdbeben von Spitak 1988

## Die Flagge in der Nationalhymne
Die Nationalflagge findet sich in der „Mer Hayreniq“, der offiziellen Nationalhymne Armeniens. Im Speziellen handeln die zweite und dritte Strophe von der Entstehung der Nationalflagge.

## Weitere Flaggen Armeniens
Die armenische Hauptstadt Jerewan nahm am 14. April 2005 eine neue Flagge an, in der das Wappen der Stadt auf weißen Grund ruht. Das Wappen ist von zwölf roten Dreiecken umrahmt, welche die elf historischen und die heutige Hauptstadt Armeniens symbolisieren. Das Design stammt von Karapet Pashyan, der auch die armenischen Münzen entwarf.
Während des Ersten Weltkriegs etablierte sich eine regionale, armenische Regierung um den Vansee, die Verwaltung Westarmeniens. Sie verwendete eine Flagge, die weitgehend der russischen Trikolore entsprach.
Im Zentrum der hellblauen „Pan-armenischen Spiele“-Flagge sind sechs ineinander verkeilte Ringe, ähnlich der olympischen Ringe. Der sechste Ring ist orange und besitzt eine Verbindung zu dem roten und blauen Ring. Er soll Armenien symbolisieren. Über den Ringen ist eine Flamme in den armenischen Farben.

Flagge Jerewans
Flagge der Verwaltung Westarmeniens 1915–1918

## Republik Arzach
Die Republik Arzach war bis zur Eroberung und ethnischen Säuberung durch das aserbaidschanische Militär im September 2023 ein hauptsächlich von Armeniern bewohntes Gebiet, das völkerrechtlich zu Aserbaidschan gehörte, de facto aber unabhängig von der Zentralregierung in Baku war. 
Am 2. Juni 1992 führte sie eine eigene Flagge ein, die auf der armenischen Trikolore basiert. Sie ist ebenfalls rot, blau und orange; besitzt jedoch ein weißes, fünfzahniges Teppichmuster, welches in den zwei rechten Ecken beginnt und sich nach ca. einem Drittel der Flagge verbindet. Das weiße Muster symbolisiert die gegenwärtige Teilung von Armenien und die Hoffnungen auf die „Vereinigung mit dem Mutterland.“ Das Seitenverhältnis ist ebenfalls 1:2.

1:2  Flagge der Republik Arzach